# Centrale nucleare di Barakah
La centrale nucleare di Barakah (BNEP), la prima centrale nucleare degli Emirati Arabi Uniti, è situata presso la città di Barakah, a 53 km ad ovest dalla città di Ruwais. Il sito è attualmente in costruzione, e sarà composto da 4 reattori APR1400 per complessivi 5400 MW: tre reattori (GEN-2023) sono attualmente in operazione commerciale, e il reattore n. 4 è in operazione dal 5 settembre 2024. 
A marzo 2010 la ENEC ha scelto il sito fra 10 località: ha vinto per le sue caratteristiche di basso rischio sismico, elevata distanza dai grandi centri, vicinanza al mare, presenza di infrastrutture come strade e reti elettriche. La costruzione del primo reattore è iniziata nel luglio 2012 per poi essere completata nel 2017.
L'autorizzazione all'operazione commerciale dell'Unità 1 è stata concessa dall'Ente Regolatorio Emiratino (FANR) il 17 febbraio 2020. 
L'autorizzazione all'operazione commerciale dell'Unità 2 è stata concessa l'8 marzo 2021.
L'autorizzazione all'operazione commerciale dell'Unità 3 è stata concessa il 17 giugno 2022.
L'autorizzazione all'operazione commerciale dell'Unità 4 è stata concessa il 5 settembre 2024..